# Mongolodectes kiritshenkoi
Mongolodectes kiritshenkoi är en insektsart som först beskrevs av Miram 1929.  Mongolodectes kiritshenkoi ingår i släktet Mongolodectes och familjen vårtbitare. Inga underarter finns listade i Catalogue of Life.